# Distretto di Qibin
Il distretto di Qibin (淇滨区S, QíbīnP) è un distretto della Cina, situato nella provincia di Henan e amministrato dalla prefettura di Hebi.